# Archidiocèse de Pontianak
L′archidiocèse de Pontianak (en latin : Archidioecesis Pontianakensis) est une Église particulière de l'Église catholique en Indonésie, dont le siège est à Pontianak, capitale de Kalimantan occidental.

## Histoire
La Préfecture apostolique de Bornéo néerlandaise a été érigée par démembrement du vicariat apostolique de Batavia le 11 février 1905. Son territoire s'étend alors sur l'intégralité de la partie néerlandaise de l'île de Bornéo. Lors de la création de la préfecture apostolique de Banjarmasin, le vicariat apostolique prend le nom de Pontianak. Son territoire est à nouveau découpé en 1948, 1954 et 1968 pour créer respectivement les préfectures apostoliques de Sintang, Ketapang et Sekadau.
Entre-temps, le 3 janvier 1961, le vicariat apostolique de Pontianak est érigé en archidiocèse métropolitain de Pontianak. La Province ecclésiastique de Pontianak comporte trois diocèses suffragants :
- diocèse de Ketapang
- diocèse de Sanggau
- diocèse de Sintang

## Organisation
En 2021, les catholiques représentaient plus de 20 % de la population totale de l'archidiocèse qui comptait 29 paroisses dont la cathédrale Saint-Joseph de Pontianak (en).

## Vicaires apostoliques et archevêques
1. Jan Pacificus Bos, OFM CAP (1905-1933)
2. Tarcisius Henricus Josephus van Valenberg, OFM CAP (1934-1957)
3. Herculanus Joannes Maria van der Burgt, OFM CAP (1957-1976)
4. Hieronymus Herculanus Bumbun, OFM CAP (1977-2014)
5. Agustinus Agus, (2014- )

## Source
- (en) Catholic-Hierarchy